# Los Santos de la Humosa
Los Santos de la Humosa és un municipi de la comunitat autònoma de Madrid. Limita al nord amb Meco i Azuqueca de Henares, al sud amb Anchuelo i Santorcaz, a l'oest amb Alcalá de Henares i a l'est amb Chiloeches i Pozo de Guadalajara.